# 창원대암고등학교
창원대암고등학교(昌原大巖高等學校)는 대한민국 경상남도 창원시 성산구 대방동에 있는 공립 고등학교이다.

## 학교 연혁
- 2006년 1월 27일 : 창원대암고등학교 설립인가
- 2006년 3월 1일 : 창원대암고등학교 개교
- 2006년 3월 3일 : 제1회 입학식(9학급 318명)
- 2006년 3월 24일 : 교사 준공
- 2009년 2월 13일 : 제1회 졸업식(307명 남 171명, 여 136명)
- 2020년 2월 28일 : 학점제 기반 조성 공간혁신 사업(3실)
- 2022년 2월 3일 : 학교 도서관 시설 개선 사업 완료
- 2022년 12월 15일 : 제15회 졸업식(남 95명, 여 91명 계 186명) 졸업생 누계 4,430명
- 2023년 3월 2일 : 제18회 입학[8학급 197명(남 74명, 여 123명)]
- 2023년 9월 1일 : 제8대 김동수 교장 취임

## 참고 자료
- 창원대암고등학교 - 한국교육학술정보원 학교알리미